# 贾恩卡洛·普里莫
贾恩卡洛·普里莫（義大利語：Giancarlo Primo，1924年11月4日—2005年12月27日），意大利男子篮球运动员。他曾代表意大利参加1948年夏季奥林匹克运动会篮球比赛，获得第十七名。他于2005年在奇维塔卡斯泰拉纳去世。